# Friedrich Eduard Colditz
Friedrich Eduard Colditz (* 29. Dezember 1806 in Lauter; † 28. Juli 1872)  war ein deutscher evangelischer Theologe und Autor. 

## Leben und Wirken
Nach der Schul- und theologischen Ausbildung wurde Colditz 1831 Diaconus zu St. Moritz in Zwickau. 1838 wechselte er als Pfarrer nach Erbisdorf bei Freiberg. Er hatte dort auch die Funktion des Lokalschulinspektors und nahm Prüfungen in den Parochialschulen (Kirchenschulen) vor.

## Publikationen (Auswahl)
- Die Entstehung des manichäischen Religionssystems. K. Tauchnitz, Leipzig, 1838.
- Rede, am 22. Februar 1846 am Begräbnistage D. Martin Luthers. 1846.